# ObjectDock
ObjectDock — панель задач в стиле Mac OS для Microsoft Windows.

## Описание
ObjectDock позволяет размещать на панели запуска приложений любую программу установленную в операционной системе. Также программу можно установить в автозагрузку на запуск вместе с Windows или использовать её в качестве полной замены стандартной панели задач. Функциональные возможности могут быть расширены с помощью подключаемых модулей, чтобы обеспечить такие функции, как прогноз погоды или сводку новостей.
Программа поставляется в двух редакциях, Free и Plus. Бесплатная версия является менее функциональной.

## API ObjectDock
ObjectDock имеет API для расширения своей функциональности. Этот API стал своего рода стандартом де-факто для написания расширений к программам-панелям для запуска приложений. Так некоторые программы-панели (например, RocketDock) реализуют поддержку API ObjectDock для того, чтобы расширения созданные для ObjectDock были применимы к этим программам-панелям.